# Марсел Дасо
Марсел Дасо (на френски: Marcel Dassault) е френски инженер, авиоконструктор и крупен индустриалец. Самолетите, разработени от него и сътрудниците му се радват на голям търговски успех, а бойните машини на компанията Дасо Авиасион и до днес са гръбнак на Френските ВВС.

## Ранни години
Рожденото име на Марсел Дасо е Марсел Блок (Марсел Фердинанд Блок, Marcel Ferdinand Bloch). Той е роден на 22 януари 1892 г. в един от най-западните квартали на Париж в семейство с пет деца. След завършване на средното си образование, постъпва в техническото училище „Бреге“, което завършва с отличие с диплома за електроинженер. Стажува в заводите „Панар“ (Panhard), след което през 1911 г. е приет във Висшето въздухоплавателно училище, но в същото време е призван да отбие военната си служба. Възстановява следването си през 1913 г., като след няколко месеца започва работа в техническата въздухоплавателна служба в Шале-Мьодон.

## През Първата световна война
След избухването на Първата световна война, Марсел Блок е натоварен да организира производството на самолета Caudron G.3 (Кодрон Г.3 — основен разузнавателен самолет на френските ВВС по това време) в заводите в Иси и Лион. За изпълнението на задачата Блок привлича за свой помощник Анри Поте (Henry Potez), друг бъдещ авиоконструктор. След края на серийното производство на самолетите Caudron G.3 Блок се прехвърля в Бюк, където организира предаването на самолетите Farman (Фарман).
През 1917 г. Марсел Блок разработва самолетното витло Éclair (на френски: „Светкавица“), което е прието изключително добре. За производството му е създадено предприятието Helice Éclair („Витло Светкавица“), в което Блок отново привлича Анри Поте. Helice Éclair произвежда витла не само за френските, но и за съюзническите самолети и скоро се превръща в един от четирите основни доставчици на витла за Антантата.
През 1918 г. Блок основава компанията S.E.A. (Société d'Etudes Aéronautiques — Асоциация за аеронавтични изследвания), базирана в Сюрен. Целта на предприятието е конструирането и производството на двуместния изтребител S.E.A. IV, чиято разработка е започната през 1917 г. Изтребителят излита през април 1918 г. и скоро след това е приет на въоръжение с обозначение S.E.A. IVC2, а фирмата на Блок получава поръчка за производството на 1000 машини. За да изпълнят огромната поръчка, Блок и Поте, с помощта на крупния индустриалец Бесоно създават в Анже самолетостроителното предприятие Compagnie Anjou Aéronautique, но краят на войната през ноември 1918 г. анулира поръчката. Произведени са само 30 самолета, а за довършване на останалите е създадена фирмата Aéroplanes Henry Potez (Самолети Анри Поте). Самият Марсел Блок е принуден да се занимава с производство на мебели, което продължава 12 години.

## 1930 – 1940 г.
През 1928 г. Марсел Блок основава компанията Société des avions Marcel Bloch (Асоциация Самолети Марсел Блок, известна и само като МВ), а през 1930 г., след среща със стария си познат Албер Како, заемащ длъжността директор на производствения отдел във Френското министерство на въздухоплаването, получава поръчка за разработването на тримоторен пощенски самолет за колониите. Чрез обяви във вестниците привлича сътрудници и е разработен прототипа Type Colonial, който влиза в експлоатация под обозначението MB.60 (произведени 12 машини през 1932 г.). Следва санитарният MB.80, също предназначен за колониите в серия от 20 машини, а след преместването на МВ в Курбьовоа през 1932-1933 г., и още десетки различни типове граждански и бойни самолети. Сред тях са бомбардировачът MB.200 (1933 г.), чийто чешки лицензен вариант е на въоръжение и във Въздушните на Н. В. войски на Царство България; изтребителят MB.150 (1937 г.), воювал през Втората световна война; пътническият MB.220, летял и след войната.
През 1936 г. френското правителство предприема ред рестриктивни мерки срещу френските авиопроизводители, национализирайки редица предприятия и реорганизирайки авиационната промишленост и Блок е един от засегнатите — неговите предприятия влизат в структурата на държавното предприятие SNCASO, като той става негов директор. Това го принуждава да основе нова компания – Société anonyme des avions Marcel Bloch. През втората половина на 1938 г., предвид нарасналата заплаха от война, поръчките главоломно се увеличават и в края на 1939 г. самолетите на Блок се сглобяват на 14 монтажни линии с части от 66 подизпълнители.

## Бухенвалд
След капитулацията на Франция през юни 1940 г., Марсел Блок се заселва в т. нар. „свободна зона“ Южна Франция, управлявана от марионетнотото пронацистко правителство на Пиер Лавал. Скоро след това е подложен на системен тормоз от страна на агенти, които с настоятелни увещания и заплахи се опитват да го убедят да работи за Нацистка Германия. След категоричния му отказ през 1943 г. той е арестуван в Лион и тъй като има еврейски произход, е депортиран в Бухенвалд. Марсел Блок преживява ужасите на концлагера и е освободен на 19 април 1945 г., но е временно парализиран от кръста надолу. От Бухенвалд му остава и патологична зиморничавост, която го принуждава и лятно време да е загърнат в кожух.

## Името Дасо
Братът на Марсел Блок, генералът от френските бронетанкови войски Пол Блок, е известен с напористия си и непримирим характер. Преди войната той до такава степен настоява пред френското правителство за повече и по-модерни танкове, че неговите приятели му дават прякора „Щурмовият танк“ (на френски: le char d'assault; произнася се „льо шар д'асо“). По-късно, когато генерал Пол Блок влиза в редиците на френската съпротива, той избира за псевдоним името „D'assault“ (Дасо). След края на войната, когато двамата братя отново се събират, те запазват този псевдоним като фамилно име.

## След Втората световна война
След края на Втората световна война, Марсел Блок, вече Марсел Дасо, събира стария си екип и възстановява компанията си под името Société des Avions Marcel Dassault (Сосиете де-з-Авион Марсел Дасо), установявайки централата ѝ в Париж.
През февруари 1947 г. излита прототипът на първия самолет на новата компания – пътническия MD.303, дал началото на серия от 300 машини от различни модификации, най-известната от които е MD.315 Flamant. През февруари 1949 г. излита и първият реактивен изтребител на компанията — MD.450 Ouragan, конструиран от Дьоплант, Кабрие и Рюо. С правилната си фирмена политика компанията Dassault Aviation (Дасо Авиасион) бързо се разраства, за да стане една от водещите както на френския, така и на световния пазар за въоръжение.
Самият Марсел Дасо активно участва в разработките на новите типове самолети до 60-годишната си възраст, след което се оттегля от конструкторска работа. Известен е неговият стремеж както към функционалност на създаваните от него машини, така и към естетичния им външен вид. Негови са думите: „Колкото по-красив е един самолет, толкова по-добре лети.“
Марсел Дасо умира на 17 април 1986 г. в Ньой сюр Сен на 94 години.